# Escorço

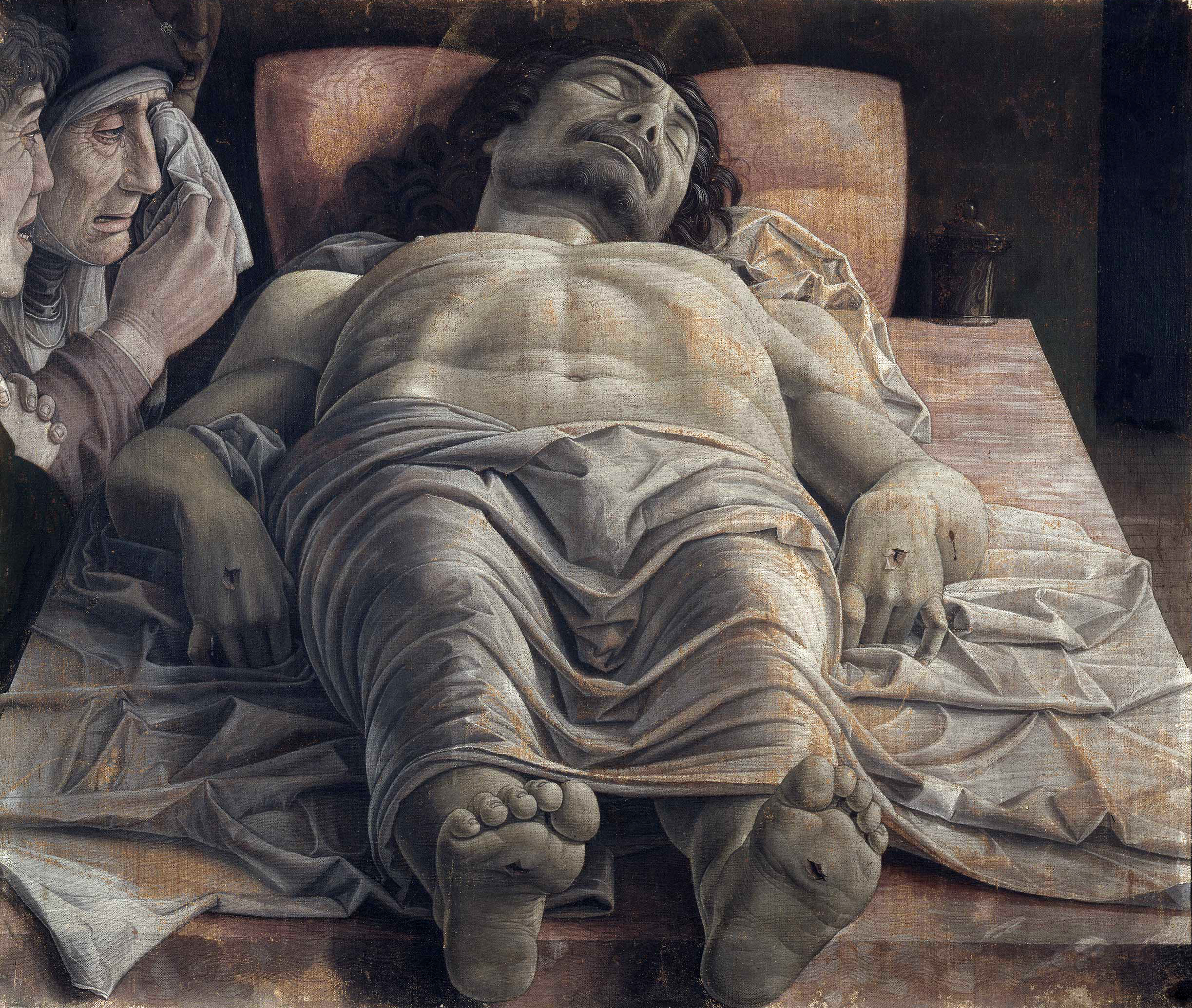
Andrea Mantegna, A Lamentação sobre o Cristo Morto.

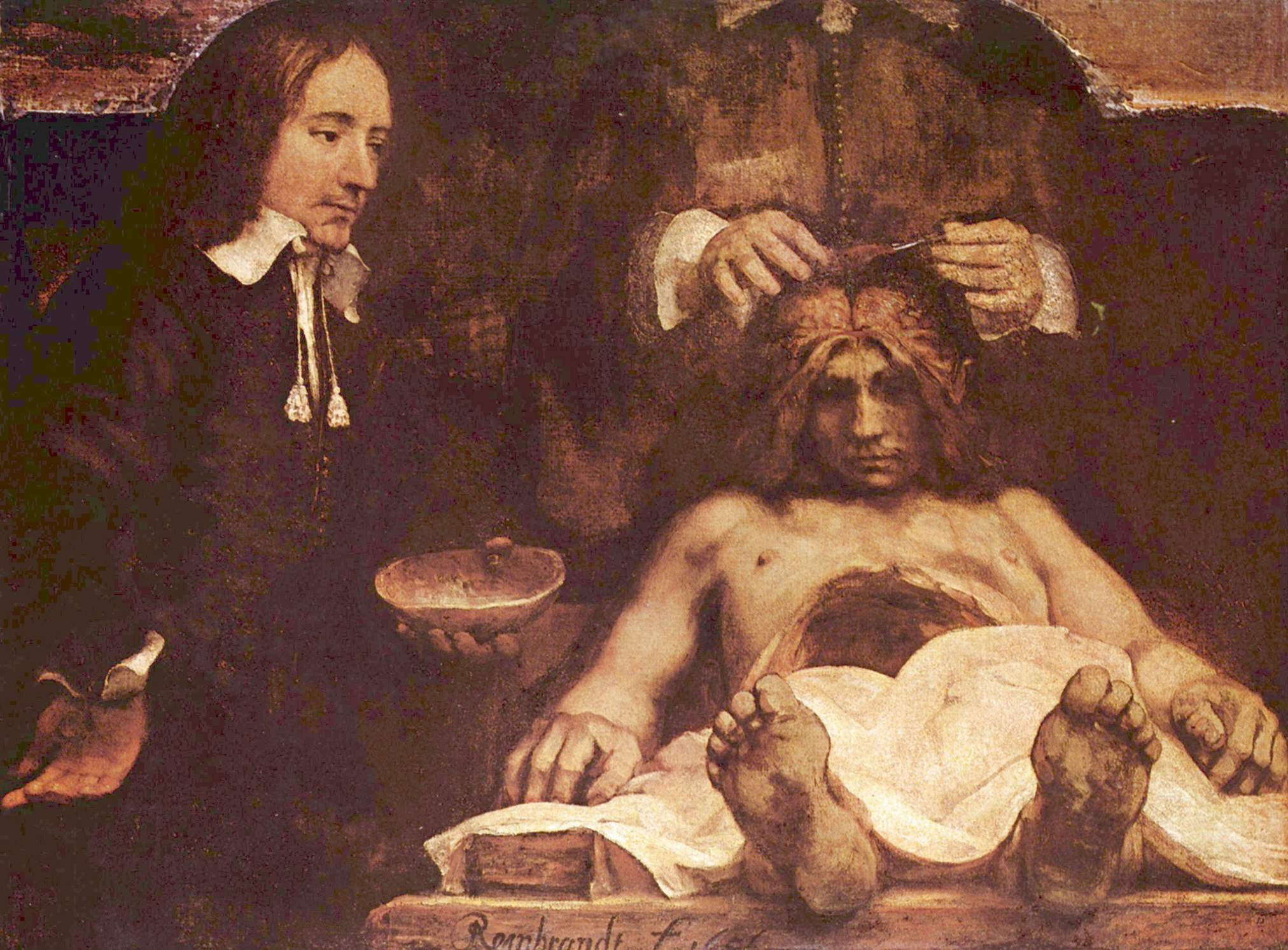
Rembrandt, Lição de anatomia do Dr. Joan Deyman, 1656.

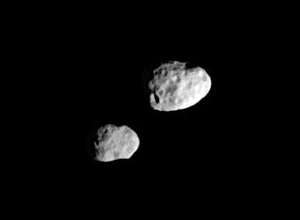
Epimetheus (à esquerda) e Janus. As duas luas parecem perto uma da outra por causa do escorço; na realidade, Janus está aproximadamente 40.000 km distante de Epimetheus. No Espaço sideral as tonalidades e as cores permanecem inalteradas, diferentemente do que acontece na perspectiva atmosférica.

Escorço é uma técnica de representação gráfica, na qual um objeto ou uma distância parecem mais curtos do que são na realidade. O termo deriva do verbo italiano scorciare que significa encurtar. Isso ocorre em função do ângulo adotado em relação ao espectador, sendo um exemplo extremo da perspectiva linear.
O escorço da figura humana foi aperfeiçoado no Renascimento italiano. A pintura 
Lamentação sobre o Cristo Morto, de Andrea Mantegna (1480), é um dos mais famosos exemplos de obras que mostram a nova técnica do período, a qual foi incorporada no currículo padrão para a formação dos artistas.

## Abordagens
O escorço de um modelo pode ser desenhado, imaginando-o dentro de uma caixa. No entanto o desenho dessa caixa pode ser de natureza cônica ou cilíndrica.

### Cônica
No Renascimento o escorço parecia surpreender mais os espectadores. Com o desenvolvimento da perspectiva com pontos de fuga, os objetos passaram a ser posicionados no campo visual em tamanhos muito precisos, o que fez com a técnica fosse sendo cada vez menos utilizada.

### Cilíndrica
Posteriormente definiram-se coeficientes de redução para os elementos que se afastavam do observador, para que a impressão visual fosse a mais correta possível. Esses coeficientes são frequentemente aplicados nas perspectivas em projeção cilíndrica oblíqua (paralela).